# 曇摩羅闍四世
曇摩羅闍四世（生年不詳—1438年），又稱摩訶曇摩羅闍四世（มหาธรรมราชาที่ ๔），本名波隆摩班（บรมปาล）或班孟（บานเมือง），他是素可泰王國帕鑾王朝的末代君主，約1419年至1438年間在位。曇摩羅闍四世是前任國王曇摩羅闍三世的兒子。
曇摩羅闍三世逝世後，兩位王子波隆摩班與披耶蘭（พระยาราม）爭奪王位。阿瑜陀耶國王膺陀羅闍率兵介入，素可泰王國被分為兩部份，波隆摩班（即曇摩羅闍四世）統治彭世洛，披耶蘭統治甘烹碧。1430年，曇摩羅闍四世回到素可泰。1438年，曇摩羅闍四世逝世，阿瑜陀耶國王波隆摩羅闍二世以其子拉梅萱為素可泰總督，素可泰王國正式滅亡。